# Eleni Foureira
Eleni Foureira (en griego: Ελένη Φουρέιρα, nacida Entela Fureraj; Patos, Fier, Albania, 7 de marzo de 1987), es una cantante grecoalbanesa. Fue elegida de forma interna por la cadena nacional chipriota para representar a Chipre en el Festival de la Canción de Eurovisión 2018, que se celebró en mayo en Lisboa, y con la cual acabó subcampeona del festival, siendo esta la mejor posición de Chipre en Eurovisión.

## Biografía
Eleni Foureira nació en la pequeña localidad de Patos, cerca de la ciudad albanesa de Fier en 1987, bajo el nombre de Entela Fureraj, aunque vivió siendo niña en la ciudad costera de Vlorë, trasladándose junto a sus padres a Kallithea, un municipio al sur de Atenas a la edad de diez años debido a la situación política y económica de Albania durante esa época (ver: Rebelión en Albania de 1997). Desde pequeña, Eleni (nombre que adoptó al llegar a Grecia) se interesó por el mundo de la moda y el diseño, ya que su madre trabajaba en la profesión. Además, desde joven comenzó a tocar la guitarra y participó en un teatro durante varios años. Desde que saltó al panorama musical griego, Eleni ocultó su condición de albanesa, debido a la potente albanofobia de parte de la sociedad griega. Para ello llegó a argumentar en algunas entrevistas que el origen de su apellido «Foureira» se encontraba en que tenía antepasados mexicanos. Finalmente, en 2014, una vez alcanzado el éxito en Grecia, y sin miedo a ser rechazada, confirmó los rumores declarando en una entrevista que había nacido en Albania, aunque ella se sentía griega ya que había sido educada en ese idioma y esa sociedad. En dicha entrevista, Foureira contó que en sus comienzos cuando grababa maquetas y las presentaba en sellos discográficos ni siquiera las aceptaban por el simple hecho de tener un nombre no griego, juzgándola por su origen étnico y no por su obra.
Durante una entrevista en julio de 2018 realizada para un medio albanés en Tirana, Eleni reconoció que entiende el idioma albanés pero no sabe hablarlo con fluidez debido a que sus padres decidieron hablarle en griego en casa para que aprendiera el idioma con más facilidad y así no tuviera problemas en la escuela. Por primera vez ante los medios habló de su familia y dijo que su abuela vive en la ciudad de Vlorë y que la llama cariñosamente como «Lela», diminutivo de Entelaj, su nombre albanés.
Sabe hablar griego, inglés, español y entiende el idioma albanés, pero no sabe hablarlo con fluidez.

## Carrera musical

### 2010-2011: Comienzos y salto a la fama
Eleni Foureira comenzó en el mundo de la música con el grupo pop de chicas Mystique. Sin embargo su salto a la fama fue con su participación junto a Manos Pirovolakis y Don't Ask en la Final Nacional para la elección del representante de Grecia en Eurovisión en el año 2010 con la canción en griego e inglés «Kivotos tou Noa» (Noah's ark). La canción terminó en segunda posición tras «OPA» de Giorgos Alkaios & Friends. En mayo de ese mismo año, Eleni Foureira participó en los premios MAD VMA 2010 cantando la versión griega de la canción «Chica Bomb» junto al cantante moldavo Dan Balan. En noviembre, participó en la versión griega del programa Just the 2 of us junto a Panagiotis Petrakis, ganando dicho concurso. A finales de 2010, Eleni Foureira presentó su primer sencillo «To Cho (Το 'χω)» junto a su primer álbum que llevaba su nombre por título. Ya en 2011, la cantante interpretó la canción «Paikse Mazi Mou» junto a Ciprian Robu en los MAD Video Music Awards. En dicho evento, Eleni Foureira ganó dos premios, el de mejor artista principiante y el del Videoclip más sexy del año por su canción «Το 'χω».

### 2011-2013: consolidación en el mercado musical, «Reggaeton» yTi Poniro Mou Zitas

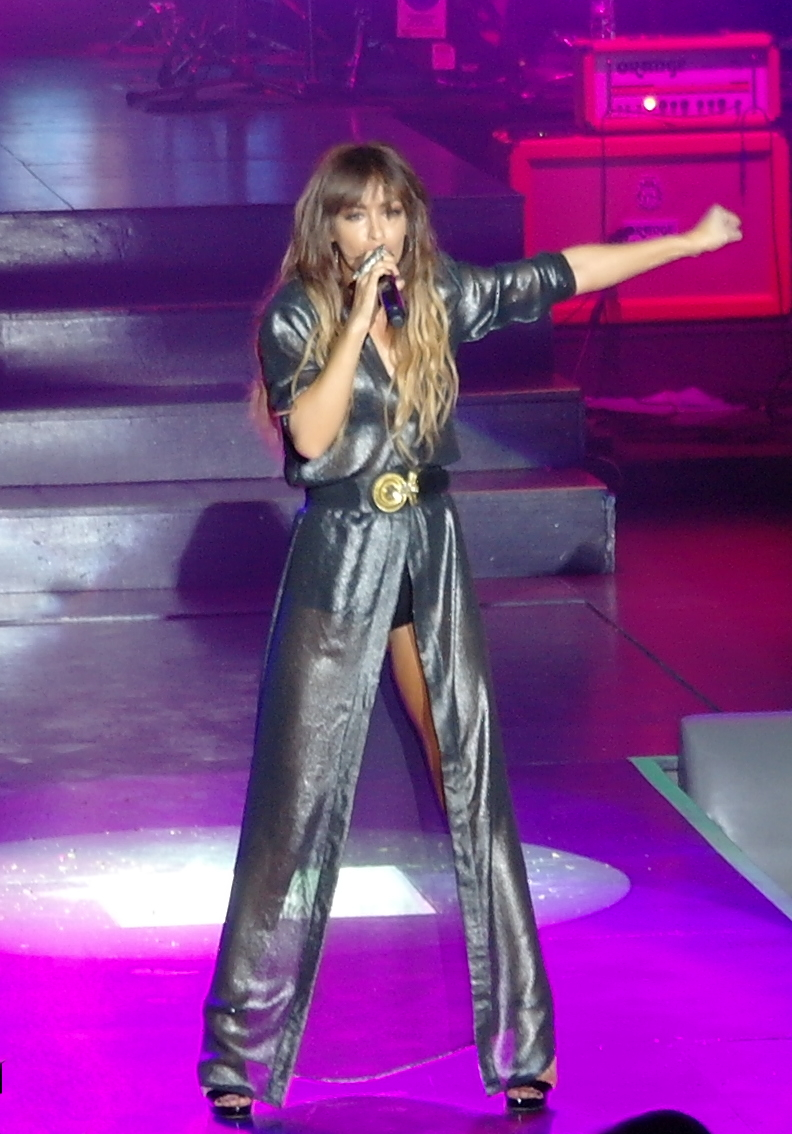
Eleni Foureira durante un concierto

A finales de 2011, Eleni Foureira publicó su nuevo sencillo «Reggaeton» junto al videoclip de este trabajo, que fue galardonado como el «Mejor Vídeo Pop» en los MAD Video Music Awards del año 2012, donde también, de nuevo, consiguió el premio al Videoclip más sensual del año. Además, Eleni Foureira estuvo nominada a dos premios más que finalmente no consiguió. Durante los premios, la cantante interpretó el tema «Φωτιά» (Fotia) ft. Nevma. Un mes después, Eleni publicó su segundo álbum titulado Τι Πονηρό Μου Ζητάς. Además de «Reggaeton», su sencillo «Πιο έρωτας πεθαίνεις» («Pio Erotas Pethenis») cosechó un gran éxito en Grecia. En su videoclip, Eleni aparecía vestida de hindú, bailando al estilo Bollywood. 
En la Final Nacional para la elección del representante de Grecia en Eurovisión en 2013, Eleni Foureira interpretó el tema «Wild Dances» de la ganadora de Eurovisión, Ruslana. Durante los MAD Video Music Awards 2013, Eleni ganó el premio Icono de la Moda en Videoclip, y fue nominada al premio Mejor Vídeo Pop por «Pio Erotas Pethenis» (finalmente conseguido por Demy) y al premio a la mejor artista femenina, que fue a manos de Helena Paparizou. Durante los premios, Eleni interpretó el tema «Den Tairiazete Sou» junto a los cantantes Pantelis Pantelidis y Stan.

### 2014-2016: tercer álbumΆνεμος Αγάπηςy negociación con la ERT para ir a Eurovisión
Durante el año 2014, Eleni Foureira preparó su tercer álbum de estudio, que llevaría por título Anemos Agapis, al igual que su primer sencillo. Además de éste, su sencillo «Mou Pan I Agapi» fueron éxitos en las listas musicales del momento en Grecia. En ambos temas se presentaba una nueva Eleni Foureira más humana y algo alejada de su imagen «pop idol» anterior. Durante este año, Eleni junto al famoso cantante J Balvin realizó una versión del tema «Tranquila» del cantante colombiano, durante los premios griegos MAD VMA.
En 2015 lanzó el tema «Πιο Δυνατά» («Pio Dinata»), donde presentó un videoclip muy tribal, donde la podíamos ver junto a un tigre o dentro de un gran nido, muy salvaje, que recordaba al videoclip de «Can't Be Tamed» de la cantante Miley Cyrus.
La cantante griega versionó el tema «Golden Boy» («Chico de oro») del cantante franco-israelí Nadav Guedj, que había representado a Israel en Eurovisión en el año 2015. La versión de este sencillo tenía por título el nombre de «Στο Θεό Με Πάει» («Sto Theo Me Paei»), convirtiéndose en el tema más reproducido de la artista en YouTube. También durante este mismo año, Eleni colaboró junto al grupo pop/rock griego Boys and Noise, participando en la canción «O Τρόπος» («O Tropos»).
En febrero de 2016 lanzó su nuevo sencillo, Δεν Σoυ Χρωστάω Αγάπη (Den Sou Hrostao Agapi), un tema que seguía la estela de anteriores singles como «Anemos Agapi» o «Mou Pan I Apagi». El tema tenía música de Giorgos Papadopoulos y letra de Olga Vlahopulu. A comienzos de verano, Eleni lanza al mercado un hit veraniego en colaboración con el rapero griego MIKE llamado Τι Κοιτάς (Ti Koitas), cuya música es obra del israelí Doron Medalie, el mismo autor que «Golden Boy». Previo a su lanzamiento, esta canción, en su versión en inglés, llamada «Come Tiki Tam» fue propuesta por el equipo productivo de la cantante a la ERT para representar a Grecia en el Festival de Eurovisión del año 2016 en Estocolmo, pero que fue rechazada por la cadena.
El tema fue interpretado durante los premios Mad VMA 2016, en un gran show donde Eleni aparecía rodeada de bailarines o montada en moto, mientras unos grafiteros la dibujaban. En dichos premios Eleni estaba nominada a tres candidaturas; la de mejor artista femenina, mejor video pop y mejor videoclip del año, premio que obtuvo. Debido al éxito del tema, el tema fue acompañado de un potente videoclip que fue lanzado durante el mes de noviembre.
2016 también trajo una nueva colaboración, en este caso con el cantante alemán de origen albanés Butrint Imeri, que compartió el tema «Delicious» junto a Eleni Foureira.

### 2017: nuevos éxitos y cuarto álbumΒασίλισσα
En abril de 2017, Eleni Foureira presentó un nuevo tema y videoclip llamado «Μόνο Για Σένα» (Mono Gia Sena), una canción muy potente con toques étnicos y con un videoclip dirigido por Black Mamba en el que Eleni, junto a sus bailarines, da rienda suelta al baile con una coreografía muy explosiva. 

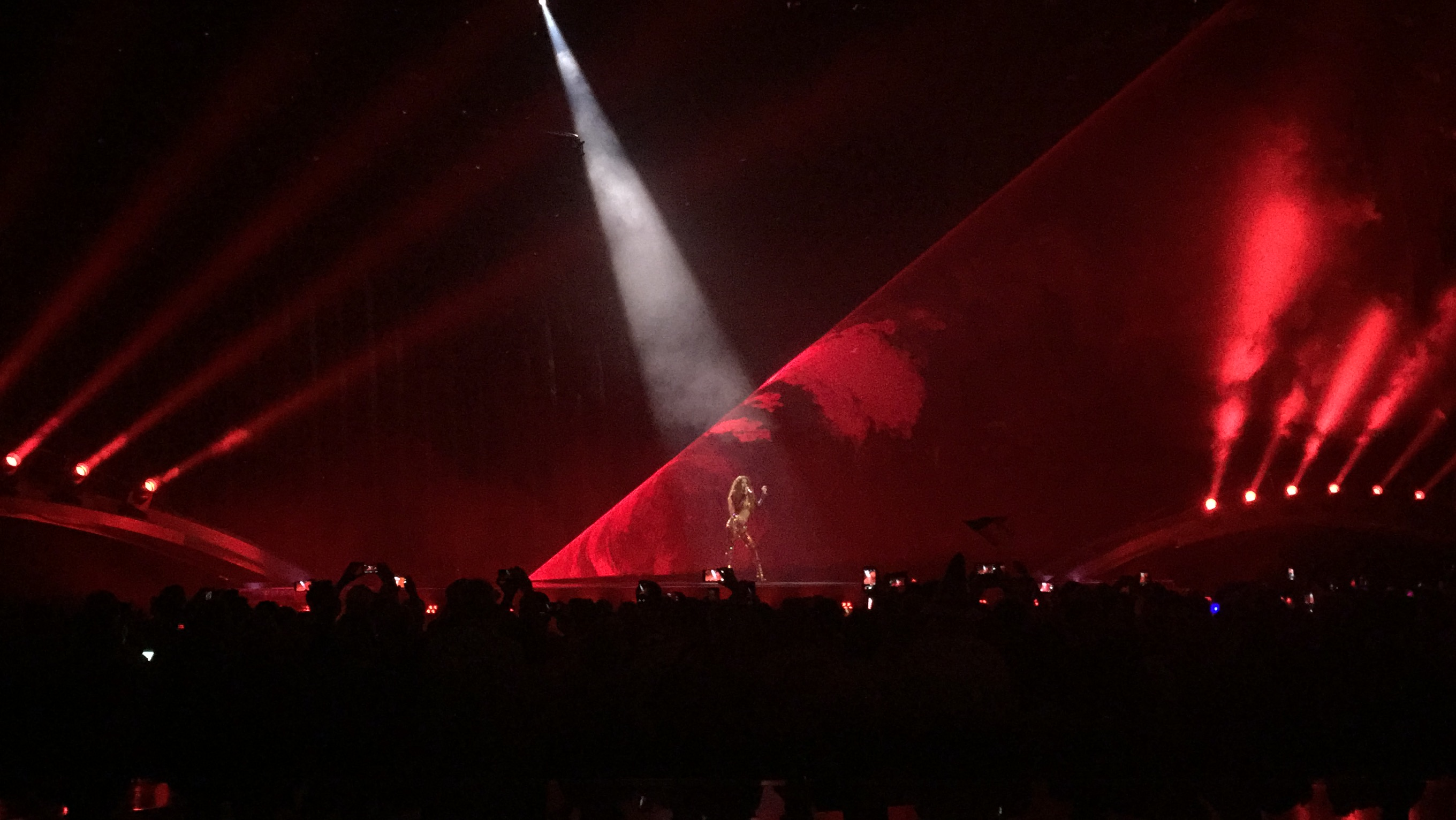
Eleni Foureira actuando durante el Festival de Eurovisión de 2018 en Lisboa

En verano, durante los Mad VMA 2017, Eleni sorprendió con un nuevo corte de pelo y con un nuevo tema llamado Το Κάτι Που Έχεις (To Kati Pou Exeis) junto a AXE YOU, una versión del tema «To Kati» de la cantante griega Katy Garbi, pero con una letra diferente. El videoclip del tema fue publicado durante el mes de agosto, con una letra modificada, compuesta por distintas estrofas procedentes de numerosos fanes de la artista que habían colaborado en su creación gracias a su aportación en una página web llamada www.yougotsomething.gr, frase con la que termina el tema. La letra refleja la actualidad de la Grecia actual, donde se habla del movimiento hipster o de tatuajes y piercings. El tema fue considerado el hit veraniego en Grecia, consolidando a Eleni Foureira como una de las artistas más destacadas del país, a la altura de otras cantantes pop como Helena Paparizou o Tamta.
En septiembre, Eleni colaboró en el tema «Send for me», del rapero inglés A.M. SNiPER junto al rapero afro-alemán Afrob.
Eleni participó como jurado en el concurso So You Think You Can Dance, en su versión griega.
A finales de noviembre, publicó un nuevo sencillo y videoclip llamado Βασίλισσα (Vasilissa), sin duda su tema más étnico. A su vez, Eleni presentó su cuarto álbum de estudio que  lleva este mismo nombre por título, compuesto por once temas, principalmente anteriores singles de la artista, entre ellos «Mono Gia Sena», «Ti Koitas», «Come Tiki Tam», «Den Sou Xrostao Agapi», «Pio Dinata», «Sto Theo Me Paei» o «To Kati Pou Exeis».
Durante las navidades, Eleni lanzó un sencillo navideño acompañado de un videoclip llamado 2018 Σ' Αγαπώ (2018 S'Agapo).

### 2018: Festival de Eurovisión 2018, éxito de «Fuego» y gira europea

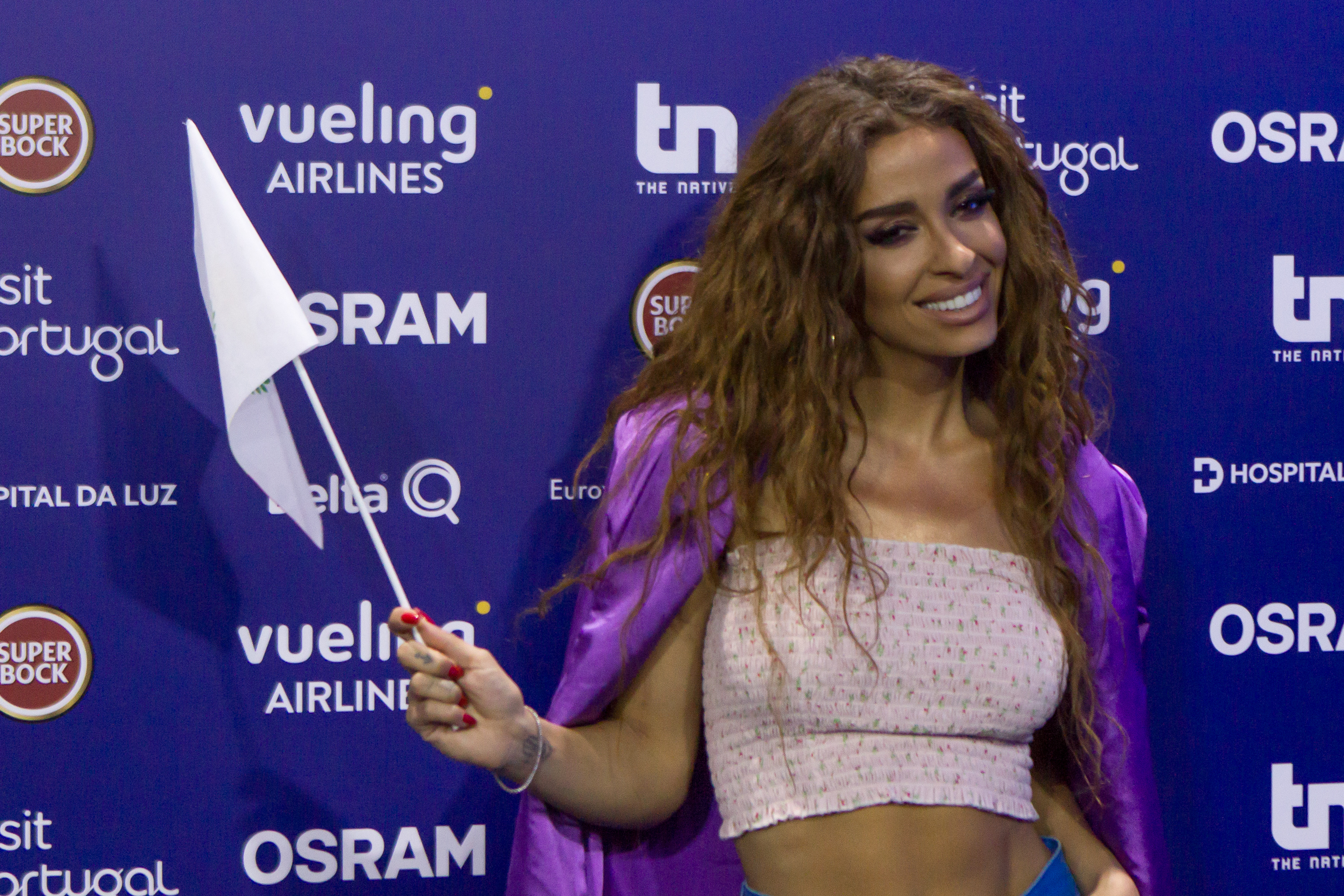
Eleni Foureira durante el Festival de Eurovision de 2018

El 2018 comenzó con negociaciones con la cadena pública chipriota CyBC, para representar a dicho país en el festival de Eurovisión. Tras un acuerdo, Eleni Foureira representará a Chipre en el Festival de Eurovisión de 2018 con el tema «Fuego», una canción de género dance con reminiscencias étnicas, compuesto por Alex Papaconstantinou, conocido por ser el autor de numerosos éxitos mundiales para artistas de la talla de Jennifer Lopez, Marc Anthony, Paulina Rubio o las eurovisivas Loreen, Helena Paparizou o Margaret.
El tema «Fuego» fue publicado el día 2 de marzo, convirtiéndose en uno de los favoritos para ganar el festival de 2018 desde el primer momento. A pesar del relativo éxito de su canción, Eleni permaneció en torno a la posición 20 en las casas de apuestas hasta que comenzaron los ensayos en Lisboa, cuando la cantante sorprendió por su gran puesta en escena, lo que le hizo escalar posiciones hasta alcanzar la 4° posición en pocos días. Tras la semifinal, Eleni consiguió desbancar a Israel del primer puesto, que había conservado desde que se publicó el tema, convirtiéndose así en una de las favoritas para ganar Eurovisión. Tras alcanzar la final, Eleni se convirtió en subcampeona del festival de Eurovisión, consiguiendo así la mejor puntuación y el mejor resultado histórico para la delegación chipriota, siendo 5.º en la votación del jurado y 2.º en el televoto, por detrás de Israel, que consiguió la victoria.
Durante los días previos a la final de Eurovisión, Eleni Foureira público una versión en español de «Fuego», debido al éxito que dicho tema había cosechado en España, de donde procedian la mayor parte de sus reproducciones.
Su paso por el Festival de Eurovisión le hizo cobrar bastante popularidad en toda Europa, donde su tema «Fuego» entró en la lista de los más reproducidos en decenas de países como Austria, Finlandia, Grecia, Chipre, Dinamarca, alcanzando incluso posiciones altas en países fuera del ámbito eurovisivo como Estados Unidos, Chile, Filipinas, Costa Rica o las Bermudas. En España alcanzó el primer puesto en la lista de descargas de iTunes, por encima de otros temas como «Lo malo» de Aitana y Ana Guerra, «Tu canción» de Alfred y Amaia o del propio tema ganador de Eurovisión, «Toy» de la israelí Netta.
Tras el éxito obtenido por Eleni Foureira tras su paso por Eurovisión, la cantante realizará durante el verano de 2018 diversos conciertos a nivel europeo visitando ciudades como Madrid, Estocolmo, Bruselas, Londres, Tel Aviv o Roma. Para lanzar su carrera al mercado internacional, la cantante firmó un acuerdo con la discográfica Sony Music.
A finales de mayo de 2018, la cantante visitó España actuando en Fama a bailar y concediendo una entrevista a Los 40 Principales. Durante su visita a España confirmó una serie de conciertos en dicho verano, visitando los Gay Pride de Madrid y Barcelona, además de realizar un par de conciertos en Ibiza, adelantando también que se encontraba grabando nuevos temas y que próximamente sacaría un sencillo con tres versiones, una en griego, otra en inglés y por último una en español.
El 3 de junio actuó en el Gay Pride de Chipre, siendo recibida al día siguiente por el presidente de la República de Chipre, Nikos Anastasiadis, donde Eleni recibió el agradecimiento por haber conseguido la mejor posición en la historia eurovisiva de la isla chipriota. El 9 de junio volvió a actuar en Chipre, esta vez en la sala Colosseo de la ciudad costera de Limasol.
Durante la gira veraniega, Eleni visitará distintas ciudades europeas como Barcelona, Londres, Madrid, Ámsterdam, Estocolmo, Tirana, La Valeta o Ibiza, además de otras ciudades griegas y chipriotas como Chalkidiki, Larisa, Alexandropoliu o Nicosia.
A finales del mes de junio, durante la celebración de los MAD Video Music Awards presentó su nuevo sencillo titulado «Καραμέλα» (Caramela), un tema original del cantante israelí Moshe Peretz, compuesto por Doron Medalie, que Eleni cantó en su versión griega. En dicha ceremonia, donde consiguió el premio Best Female Modern, interpretó una versión junto a PlayMen de su canción «Fuego».
Durante su visita a España, tras actuar ante miles de personas en la Puerta del Sol durante el Pride, Eleni recogió el disco de oro de la mano de Sony Music que había conseguido gracias a su tema «Fuego», además de anunciar que sacaría en pocas semanas su versión en inglés de la canción «Caramela», además de un nuevo sencillo que combinaría español e inglés. La artista reconoció que estaba preparando un EP que estaría compuesto por 4 o 5 temas.
A finales de julio de 2018, coincidiendo con la oleada de incendios forestales en la región de Ática en Grecia, Eleni decidió donar el dinero de sus últimos tres conciertos para ayudar a las familias que lo habían perdido todo durante este acontecimiento.
En octubre fue de invitada al concurso musical español Tu cara me suena, de Antena 3, donde fue imitada por la extriunfita Mimi Doblas.
La cantante ha anunciado el lanzamiento de un nuevo sencillo internacional de la mano de Alex Papaconstantinou, el escritor de «Fuego». El tema, que se llamará «Tómame», estará en español y en inglés, y será lanzado por Sony Music.

### 2019: colaboración internacional con Snoop Dogg y Kaan, Festival de Eurovisión 2019 y nuevo EP llamadoGypsy Woman

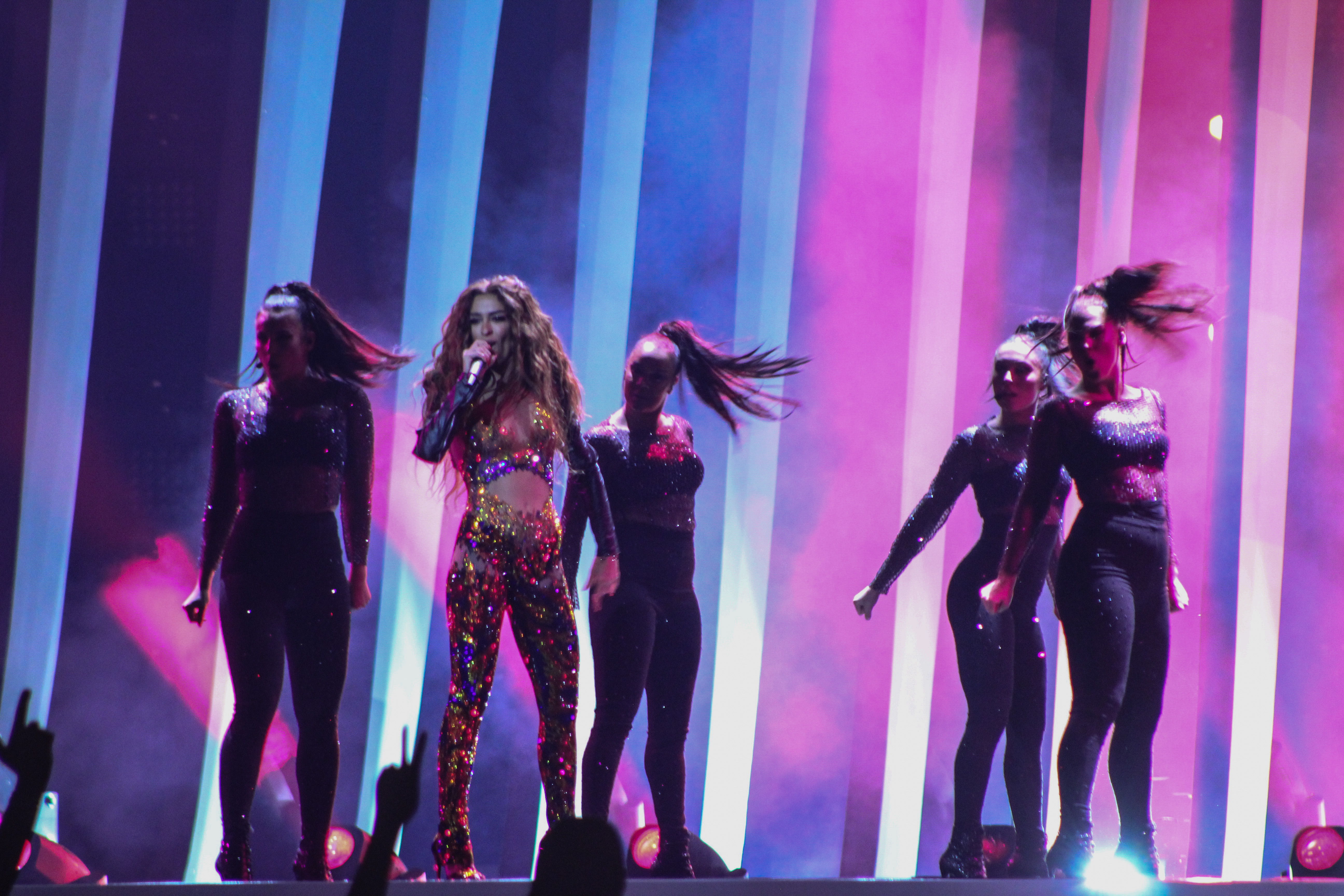

A finales de 2018, Eleni publicó su nuevo sencillo llamado «Tómame», un tema escrito por Alex Papaconstantinou, Geraldo Sandell y Markus Videsäter que mezclaba sonidos latinos y reguetón, enfocado al público hispano. El videoclip fue dirigido por el griego Yannis Dimolistas, y donde podemos disfrutar de una perspectiva salvaje de la artista.
En noviembre participó en Los40 Music Awards, celebrados en el WiZink Center de Madrid y donde la cantante compartió escenario con importantes artistas nacionales e internacionales como Anne-Marie, Dua Lipa, David Guetta, Bebe Rexha, David Bisbal o Rosalía, y entregando el premio «Videoclip del año» a la canción «Déjala que baile» de los artistas Alejandro Sanz y Melendi.
En diciembre, Eleni Foureira participó en una serie de conciertos en Israel junto a artistas locales como Nadav Guedj, Omer Adam o Marina Maximilian, publicando además una canción navideña titulada 2019 Σ' Αγαπώ (2018 S'Agapo).
A comienzos de año regresa a España para realizar un concierto en la sala Pelícano de La Coruña y acude como artista internacional a la final nacional de Eurovisión en España, realizada por el programa musical Operación Triunfo, donde interpretó «Fuego» y «Tómame».
Durante febrero de 2019, Eleni presentó un nuevo tema como parte de una campaña publicitaria de la marca de lencería Triumph, una canción electro-pop que habla sobre el empoderamiento femenino. La canción fue compuesta por Alex Leon y Andy Nicolas.
A principios del mes de marzo, Eleni viajó a Islandia donde se presentó en el Söngvakeppni Sjónvarpsins 2019, la final islandesa para Eurovisión 2019, como artista internacional invitada donde interpretó «Fuego» y «Tómame». A fines de marzo anunció que había colaborado en el tema «Sirens» del rapero turco Kaan, tema en el que también participaba el rapero estadounidense Snoop Dogg, cuyo videoclip consiguió en menos de tres días más de 750.000 reproducciones en Youtube. El tema era una versión de «Sweet Dreams».
Durante el mes de abril realizó un concierto en París como parte del «Papa World Tour», una de las fiestas gays más famosas organizada por el modelo israelí Eliad Cohen.
En mayo participó como artista invitada en la final de Eurovisión 2019, celebrada durante este mes en Tel Aviv, donde versionó el tema «Dancing Lasha Tumbai» de Verka Serduschka, junto a otros eurovisivos de la talla de Conchita Wurst y Mans Zermerlöw, cantando además el tema «Hallelujah» junto a Gali Atari.
Durante este mes, Eleni publicó su primer EP llamado Gypsy Woman, compuesto por cuatro temas inéditos (uno de ellos en español) y una versión de «Gypsy Woman», tema publicado en 1991 por Crystal Waters, que ya había presentado durante el MadWalk 2019 del mes de abril.

### 2022: nuevo álbumPoli Ploki
El 3 de junio de 2022, Eleni Foureira publicó su quinto álbum de estudio llamado Poli_Ploki con 12 canciones en griego. Siete de las canciones eran en solitario, incluyendo cinco temas en colaboración con artistas como Konstantinos Argiros, Evangelia, Mad Clip o Hawk.

## Discografía

### Álbumes de estudio

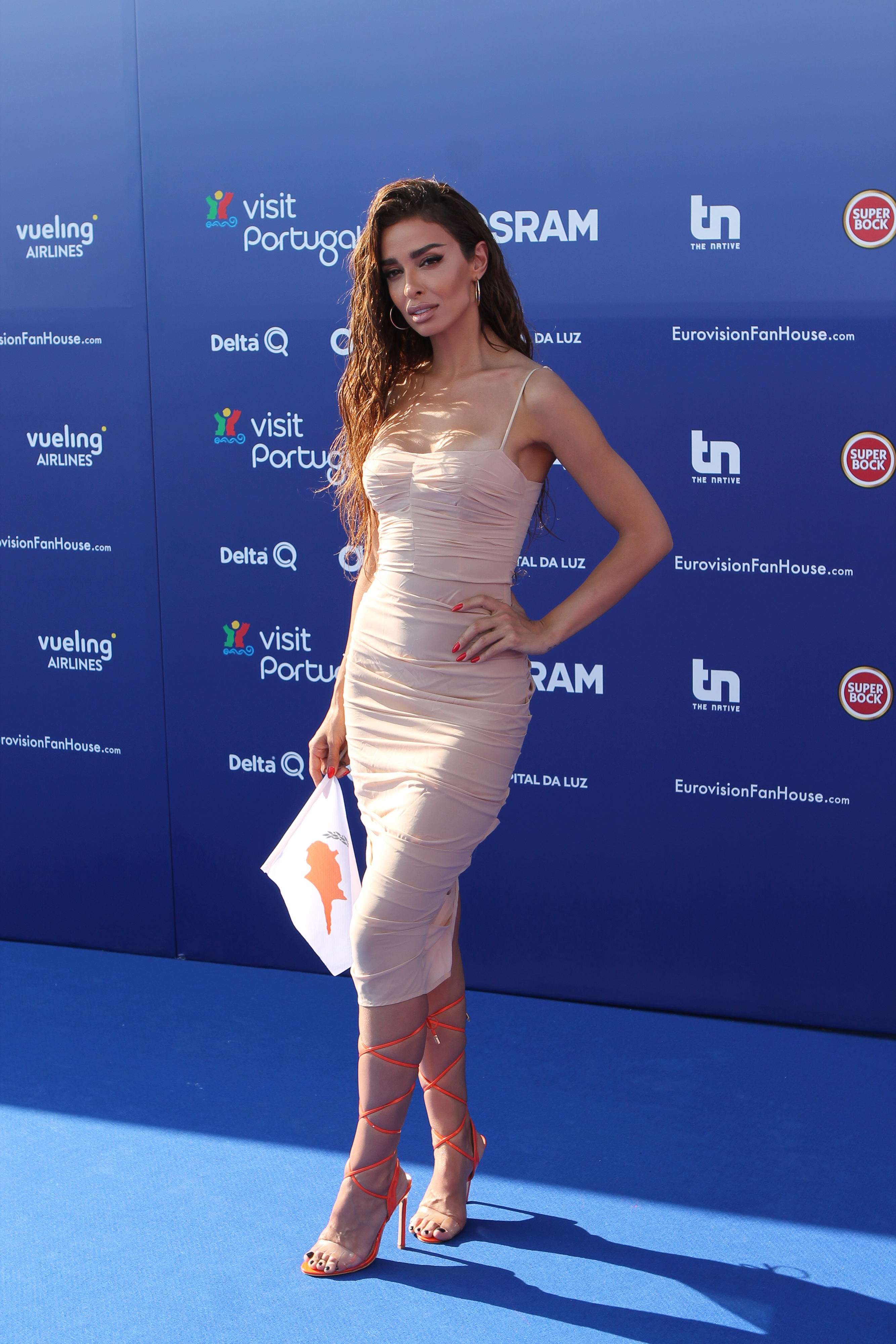

- Ελένη Φουρέιρα (2010)

- Τι Πονηρό Μου Ζητάς (2012)
- Άνεμος Αγάπης (2014)
- Βασίλισσα (2017)
- Poli_Ploki (2022)

### EP
- Gypsy Woman (2019)

### Sencillos
- 2010: Chica Bomb (Versión MAD VMA 2010) ft. Dan Balan
- 2010: Το 'χω (To Xo).
- 2010: Άσε με (Ase me).
- 2011: Μια Nύχτα Mόνο (Mia Nuxta mono) ft. Thirio.
- 2011: Παίξε Μαζί Μου (Fun) ft. Ciprian Robu.
- 2011: Reggaeton.
- 2012: Το Party Δε Σταματά (To Party De Stamata) ft. Midenistis.
- 2012: All I Need.
- 2012: Στου Έρωτα Την Τρέλα (Stou Erota Tin Trela).
- 2012: Φωτιά (Fotia) ft. Nevma.
- 2013: Πιο έρωτας πεθαίνεις (Pio Erotas Pethenis).
- 2013: To Deserve You.
- 2013: Sweetest Love.
- 2013: Ραντεβού Στην Παραλία (Rantevou Stin Paralia).
- 2013: Άνεμος Aγάπης (Anemos Agapis).
- 2013: Πες Το Καθαρά (Pes To Kathara) ft. Vasilis Karras.
- 2014: Βάζω Την Καρδιά (Bazo Tin Kardia).
- 2014: Tranquila ft. J Balvin.
- 2014: Party Sleep Repeat (PSR).
- 2015: Μου 'Παν Η Αγάπη (Mou Pan I Agapi).
- 2015: Πιο Δυνατά (Pio Dinata) y su versión en inglés (Ladies).
- 2015: O Τρόπος (O Tropos). Colaboración con Boys and Noise.
- 2015: Στο Θεό Με Πάει (Sto Theo Me Paei). Versión griega de la canción "Golden Boy" de Nadav Guedj.
- 2016: Δεν Σoυ Χρωστάω Αγάπ (Den Sou Hrostao Agapi).
- 2016: Delicious (Colaboración con Butrint Imeri).
- 2016: Τι Κοιτάς.
- 2016: Come Tiki Tam (Canción rechazada por la ERT para representar a Grecia en el Festival de Eurovisión 2016)
- 2017: Μόνο Για Σένα (Mono Gia Sena).
- 2017: Το Κάτι Που Έχεις (To Kati Pou Exeis).
- 2017: Send for me (Colaboración A.M. SNiPER & AfroB).
- 2017: Βασίλισσα (Vasilissa).
- 2017: 2018 Σ' Αγαπώ (2018 S'Agapo).
- 2018: Fuego (Canción con la que representó a Chipre en el Festival de Eurovisión de 2018).
- 2018: Fuego (versión en español).
- 2018: Gigi in Paradisco.
- 2018: Καραμέλα (Caramela).
- 2018: Καραμέλα (versión en inglés).
- 2018: Tómame
- 2018: 2019 Σ' Αγαπώ (2019 S'Agapo).
- 2019: Triumph.
- 2019: Sirens (en colaboración con Snoop Dogg y Kaan).
- 2019: El Ritmo Psicodélico.
- 2019: Loquita (en colaboración con Claydee).
- 2019: Άλλο Level (Allo Level) (en colaboración con Lil Barty).
- 2020: Yayo (Rap realizado por Kareem Kalokoh).[38]
- 2020: Temperatura.
- 2020: Temperatura (versión en español)
- 2020: Light It Up.
- 2020: Δοκίμασέ Με (Dokimase Me.
- 2021: Μπορεί  (Mpore (junto a Mad Clip).
- 2021: 'Αεράκι (Το θηλυκό) - Aeraki (To Thiliko)
- 2021: Φωτιά - Fotia (junto a Evangelia)[39]
- 2022: Perder el control (junto a Evangelia).
- 2022: Madame.
- 2022: Aya (junto a Hawk).
- 2024: Aeroplano

## Vida personal
Eleni Foureira fue pareja del futbolista griego internacional Georgios Samarás y actualmente es pareja del también futbolista español Alberto Botía. Entre sus amistades destacan los cantantes Konstantinos Argiros, Ivi Adamou, el cantante del grupo Stavento o Pantelis Pantellidis. Tiene dos hermanas que se llaman Margarita y Ioanna. En noviembre de 2022, anunció mediante una publicación de Instagram que estaba embarazada de su primer hijo junto a su pareja actual, el futbolista Alberto Botía.